# Buczynek
Buczynek – osiedle w warszawskiej dzielnicy Białołęka, w rejonie ulic Książkowej, Światowida i Odkrytej.
W okresie międzywojennym Buczynek był folwarkiem i wchodził w skład gminy Jabłonna.